# Natriumpercarbonaat
Natriumpercarbonaat is een witte, kristallijne wateroplosbare anorganische verbinding van natriumcarbonaat en waterstofperoxide.

## Toepassingen
Natriumpercarbonaat is een oxidator en komt als ingrediënt voor in een aantal huishoudchemicaliën en schoonmaakmiddelen. Ondanks de naam die een echte stof suggereert is natriumpercarbonaat eigenlijk een perhydraat van natriumcarbonaat. Bij oplossen in water worden waterstofperoxide, natrium- en carbonaat-ionen gevormd:
{\displaystyle {\ce {2Na2CO3*3 H2O2 -> 3H2O2 + 4Na+ + 2CO3^{2-}}}}
De formule van de stof wordt soms ook genoteerd als 
{\displaystyle {\ce {Na2CO3.1{\tfrac {1}{2}}H2O2}}}
Natriumpercarbonaat is de actieve component in een groot aantal waspoeder-, bleekmiddelen en middelen ter bestrijding van draadalg en blauwalg in vijvers..